# Svitîlnea, Brovarî
Svitîlnea (în ucraineană Світильня) este localitatea de reședință a comunei Svitîlnea din raionul Brovarî, regiunea Kiev, Ucraina.

## Demografie
Componența lingvistică a localității Svitîlnea
     Ucraineană (97,2%)
     Rusă (2,41%)
     Alte limbi (0,08%)
Conform recensământului din 2001, majoritatea populației localității Svitîlnea era vorbitoare de ucraineană (97,2%), existând în minoritate și vorbitori de rusă (2,41%).